# Oreotrochilus
Oreotrochilus es un género de aves apodiformes perteneciente a la familia Trochilidae (los colibríes), que agrupa a siete especies nativas de América del Sur, cuyas áreas de distribución en la cordillera de los Andes se encuentran entre el extremo suroeste de Colombia y norte de Ecuador hasta la Patagonia en el sur de Chile y Argentina. A sus miembros se les conoce por el nombre común de colibríes o estrellas.

## Características
Los colibríes de este género habitan en las altitudes andinas (llegan hasta los 4000 m) y son medianos, miden entre 10 y 12 cm de longitud. Corpulentos, de pico negro y curvado, del largo de la cabeza y cola redondeada, presentan fuerte dimorfismo sexual. Los machos tienen amplio babero verde resplandeciente con borde inferior negro, pecho y vientre blancos divididos por una faja media longitudinal oscura y subcaudales pardas. Las hembras son deslucidas, dorsalmente oliva-parduscas y ventralmente pardusco claras con garganta blanquecina salpicada de pintitas pardas.

## Taxonomía
El género Oreotrochilus fue propuesto por el ornitólogo británico John Gould en 1847, y la especie tipo originalmente designada es Trochilus estella, actualmente Oreotrochilus estella.
La especie O. cyanolaemus fue recientemente descrita, en 2018, y reconocida por el Comité de Clasificación de Sudamérica (SACC) en la Propuesta No 808 Parte B, propuesta que en la Parte A reconoció el nivel de especie plena para la entonces subespecie O. estella stolzmanni.

### Etimología
El nombre genérico masculino «Oreotrochilus» es una combinación de la palabra del griego «oros» que significa ‘montaña’ y del género Trochilus Linnaeus, 1758, designación primaria de los colibríes.

## Lista de especies
Según las clasificaciones del Congreso Ornitológico Internacional (IOC) y Clements Checklist/eBird, el género agrupa a las siguientes especies con el respectivo nombre popular de acuerdo con la Sociedad Española de Ornitología (SEO), u otro cuando referenciado:
| Imagen | Nombre científico          | Autor                                                      | Nombre común             | Estado de conservación | Distribución |
| ------ | -------------------------- | ---------------------------------------------------------- | ------------------------ | ---------------------- | ------------ |
|        | Oreotrochilus chimborazo   | (Delattre & Boucier), 1846                                 | colibrí del Chimborazo   | LC                     |              |
|        | Oreotrochilus cyanolaemus  | Sornoza Molina, Freile, Nilsson, Krabbe & Bonaccorso, 2018 | colibrí chivito de Arcos | CR                     |              |
|        | Oreotrochilus stolzmanni   | Salvin, 1895                                               | colibrí de Stolzman      | LC                     |              |
|        | Oreotrochilus melanogaster | Gould, 1847                                                | colibrí pechinegro       | LC                     |              |
|        | Oreotrochilus estella      | (d'Orbigny), 1838                                          | colibrí puneño           | LC                     |              |
|        | Oreotrochilus leucopleurus | Gould, 1847                                                | colibrí cordillerano     | LC                     |              |
|        | Oreotrochilus adela        | (d'Orbigny), 1838                                          | colibrí de Cochabamba    | LC                     |              |